# Garderie
Garderie est un terme générique employé pour désigner des modes de garde d'enfants.
- Au Québec, le terme de garderie est employé pour désigner un mode de garde privée alors que celui de Centre de la petite enfance (CPE) désigne des garderies sans but lucratif et subventionnées par le gouvernement du Québec[1]. Désigne également les crèches.
- Au Canada, les services de garde sont généralement classés en trois catégories : les services de garde en centre, les services de garde en milieu familial avec permis et ceux en milieu familial sans permis[2].
- En France, on distingue les haltes-garderies (garde occasionnelle) et les crèches. Le terme garderie désignait auparavant les accueils périscolaires accueillant les enfants avant ou après l'école.
- En Suisse, les dénominations pour désigner l’accueil des jeunes enfants de 0 à 6 ans varient d’un canton à l’autre. Par exemple, pour le canton de Vaud, la garde d’enfant à l’extérieur de la famille est encadrée de manière professionnelle dans des « centres de vie enfantine », pour le canton de Genève on parlera d’ « espaces de vie enfantine »[3].